# Wirgnia
Wirgnia – część wsi Bielino w Polsce, położona w województwie mazowieckim, w powiecie płockim, w gminie Słupno.
W spisie miejscowości guberni płockiej wydanym w 1881 roku miejscowość została wymieniona jako wieś włościańska pod nazwą Wirginia. Wchodziła wówczas w skład gminy Bielino w ujeździe płockim i liczyła 130 mieszkańców (69 kobiet i 61 mężczyzn) w 20 gospodarstwach. Miała 240 mórg ziemi, w tym 45 mórg nieużytków.
Według danych ze spisu ludności z 1921 roku wieś Wirginia obejmowała 20 gospodarstw i zamieszkiwało ją 131 osób (70 kobiet i 61 mężczyzn) – 102 Polaków wyznania rzymskokatolickiego i 29 Niemców wyznania ewangelickiego. Miejscowość należała wówczas do gminy Bielino w powiecie płockim, w województwie warszawskim.
W latach 1975–1998 Wirgnia należała administracyjnie do województwa płockiego.